# Консепсьон-дель-Уругвай
Консепсьон-дель-Уругвай (исп. Concepción del Uruguay) — город в Аргентине. Город расположен в провинции Энтре-Риос на западном берегу реки Уругвай, за 320 километров к северу от Буэнос-Айреса. Административный центр департамента Уругвай.

## История
В 1779 году эти места посетил епископ Буэнос-Айреса Себастьян Мальвар-и-Пинто, и по возвращении проинформировал вице-короля об опасной ситуации: мелкие землевладельцы разбросаны по территории, и не способны защитить себя в случае португальского вторжения. В 1782 году вице-король Хуан Хосе Вертис-и-Сальседо приказал драгунскому сержант-майору Томасу де Рокамора сорганизовать разрозненных поселенцев в этом регионе в города, чтобы упрочить испанское присутствие. В 1783 году Рокамаро, прибыв в эти места, основал Вилья-де-Нуэстра-Сеньора-де-ла-Инмакулада-Консепсьон-дель-Уругвай. Южнее этого места тогда уже существовала деревня Вилья-дель-Арройо-де-ла-Чина, ставшая портом растущего города.
В 1810 году Консепсьон-дель-Уругвай стал одним из первых городов, поддержавших Майскую революцию в Буэнос-Айресе. 28 марта 1814 года в районе города произошло сражение при Арройо-де-ла-Чина между королевскими войсками и силами революционеров, в результате которого революционеры потерпели поражение.
23 апреля 1814 года Верховный правитель Объединённых провинций Ла-Платы Хервасио Антонио де Посадас, используя данные ему чрезвычайные полномочия, создал провинцию Энтре-Риос, столицей которой стал Консепсьон-дель-Уругвай. 29 июня 1815 года генерал Хосе Хервасио Артигас собрал в Арройо-де-ла-Чина «Восточный конгресс», на котором была образована Федеральная Лига.
19 мая 1818 года город был внезапно атакован португальскими войсками.
29 сентября 1820 года генерал Франсиско Рамирес провозгласил создание Республики Энтре-Риос со столицей в Консепсьон-дель-Уругвай. После смерти генерала 10 июля 1821 года республика прекратила своё существование.
В 1826 году Хусто Хосе де Уркиса дал Консепсьон-дель-Уругвай статус города. В 1873 году был образован муниципалитет.
В 1883 году столица провинции Энтре-Риос была переведена в город Парана.
В 1887 году в город пришла железная дорога. В 1910 году был реконструирован морской порт, ставший одним из важнейших портов страны.

## Знаменитые уроженцы
- Агустин Педро Хусто (1876—1943) — президент Аргентины в 1932—1938 годах.
- Клаудио Уго Лепратти (1966—2001) — гражданский активист.
- Хосе Чамот (род.1969) — футболист.
- Максимильяно Веласкес (род.1980) — футболист.
- Мауро Диас (род.1991) — футболист.
- Вальтер Каннеманн (род.1991) — футболист.